# Ideologie

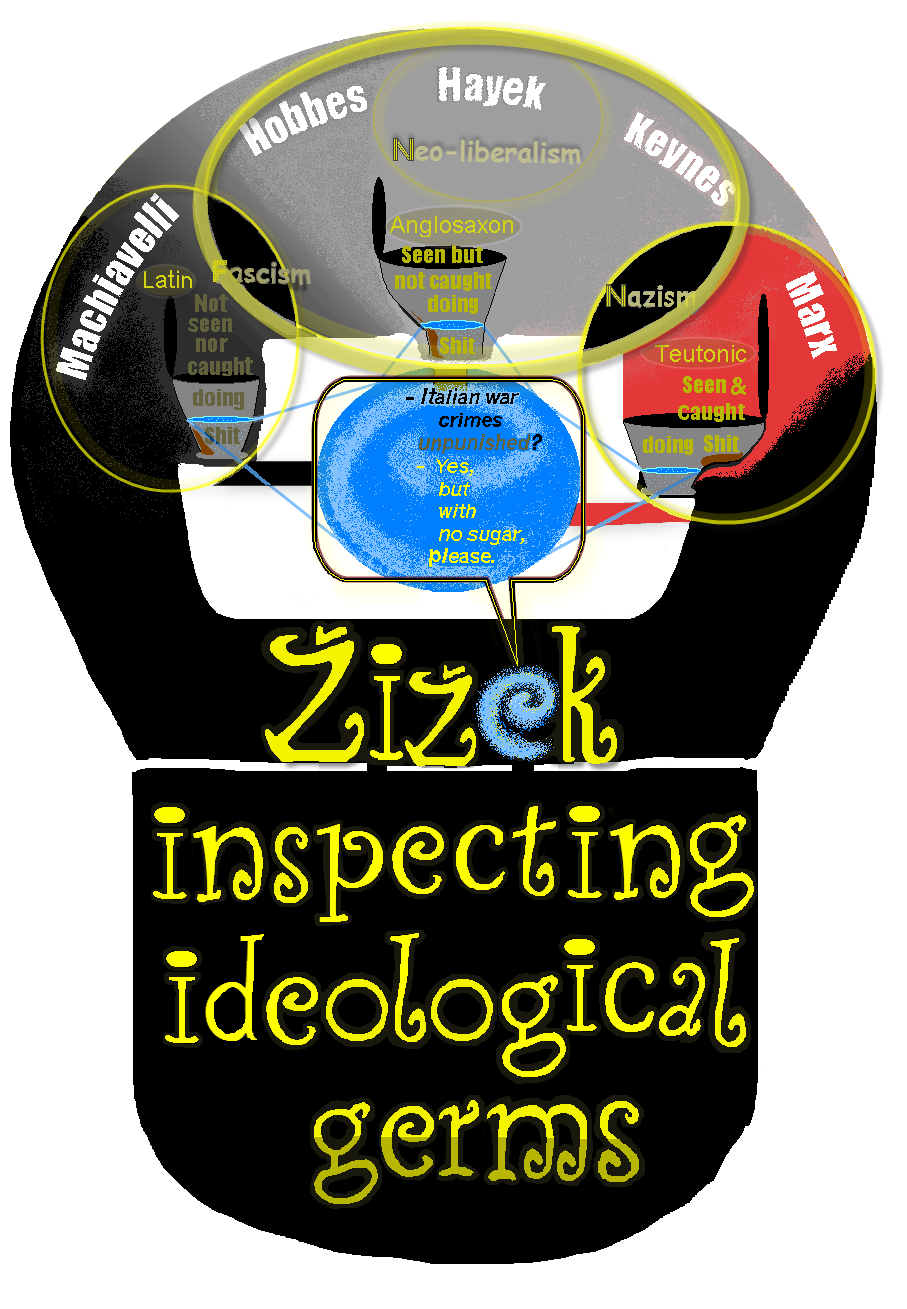
„Ideologie“ ist ein sensibler Begriff, der leicht zu Widerspruch führt! Grafik: „Žižek überprüft ideologische Erreger“

Eine Ideologie (von französisch idéologie; zu altgriechisch ἰδέα idéa, hier „Idee“, und λόγος lógos „Lehre, Wissenschaft“ – eigentlich „Ideenlehre“) ist eine umfassende Weltanschauung, die gesellschaftliche, historische, politische, ökonomische oder kulturelle Rahmenbedingungen in einer bestimmten, interessegeleiteten und damit einseitigen, bis hin zu einer verzerrten Art und Weise auffasst, deutet und repräsentiert. Ideologien berufen sich auf Kriterien wie Wahrheit, Angemessenheit, Notwendigkeit oder Plausibilität und bestehen unter anderem aus Ideen, Erkenntnisse, Kategorien und Wertvorstellungen. Im gesellschaftlichen Zusammenhang rechtfertigt die Ideologie die Normen, denen sich die Mehrzahl der Angehörigen unterwerfen.
Es existieren zwei unterschiedliche Verständnisse von Ideologie. Im gesellschaftlichen Diskurs werden die beiden Ideologiebegriffe oft nicht hinreichend voneinander unterschieden:
1. Für Karl Marx war es das „falsche Bewusstsein“ einer Gesellschaft.[4] Seit Marx und Engels bezieht sich der Ideologiebegriff auf „Ideen und Weltbilder, die sich nicht an Evidenz und guten Argumenten orientieren, sondern die darauf abzielen, Machtverhältnisse zu stabilisieren oder zu ändern“.[5] Der Ideologiebegriff der marxistischen Philosophie, der nicht nur im westlichen Marxismus eine zentrale Rolle spielt, geht davon aus, dass das herrschende Selbstbild vom objektiv möglichen Selbstbild der jeweiligen gesellschaftlichen Entwicklungsstufe verschieden ist. Da die materiellen Verhältnisse und Interessen das Denken bestimmen, wird nach Marx die Ideologie der Gesellschaft durch die Interessen dominanter gesellschaftlicher Gruppen, z. B. der Bourgeoisie, beeinflusst, um diese zu rechtfertigen. Durch eine Ideologiekritik kann diesen Interessen entgegengewirkt werden, um im Sinne eines allgemeinen Interesses ein nach dem Stand der Erkenntlichkeit korrektes und vollständiges Bild der Gesellschaft zu entwerfen. Eine wichtige Weiterentwicklung erfährt die Theorie der Ideologie bei Georg Lukács, der sie mit einer Theorie des Totalitarismus verknüpft: Die vollständige Vereinnahmung des Individuums durch gesellschaftlich organisierte Aktivitäten und Strukturen führt dazu, dass sich das Individuum nur innerhalb dieser Strukturen verstehen kann und somit selbst eine passende Ideologie entwickelt.[4]
2. In der US-amerikanischen Wissenssoziologie hat sich Ideologie hingegen als Bezeichnung für jedes System von sozialen Normen von Gruppen oder Organisationen durchgesetzt, die zur Rechtfertigung und Bewertung eigener und fremder Handlungen dienen.[4] Sie bilden demnach das notwendige „Wir-Gefühl“, das den inneren Zusammenhalt jeder menschlichen Gemeinschaft ermöglicht.[6] Dieser Ideologie-Begriff wird auch auf die Ideensysteme von politischen Bewegungen, Interessengruppen, Parteien etc. angewandt, wenn von politischen Ideologien die Rede ist.

## Ideengeschichte
Zu Beginn des 19. Jahrhunderts prägte Antoine Louis Claude Destutt de Tracy den französischen Begriff idéologie als Bezeichnung für das Projekt einer „einheitlichen Wissenschaft der Vorstellungen oder Wahrnehmungen“ (science qui traite des idées ou perceptions), das sich auf die Erkenntnistheorie von Condillac berief. Die Idéologistes setzten zur Vorbeugung gegen eine neue Schreckensherrschaft ein pädagogisches Programm der Breitenaufklärung ins Werk. Durch eine publizistische Kampagne von Napoleon Bonaparte wurde diese Schule jedoch als wirklichkeitsfremdes, spekulatives Systemgebäude angegriffen; aus dieser Tradition leitet sich der Begriff der Ideologie als kohärentes Weltbild auf der Basis unzutreffender Prämissen ab. Erst durch Marx und Engels wurde dieser Begriff dann herrschaftskritisch angewandt. Zuvor war der Ausdruck Ideologen im deutschen Sprachraum für eine Orientierung an Ideen (anstatt der Realität), etwa der der Freiheit oder einer republikanischen Verfassung reserviert gewesen.
Der Begriff der Ideologie ist, bis zum Versuch einer funktionalen Beschreibung in der Wissenssoziologie, immer eng mit dem Gedanken Ideologiekritik verbunden. Neben den hier genannten Positionen sind zu den Ideologiebegriffen u. a. einschlägig: Ferdinand Tönnies, Hans Barth, Ernst Topitsch, Hans Albert, Bertrand Russell, Louis Althusser, Theodor W. Adorno, Hannah Arendt und Jürgen Habermas.
Vorläufer des modernen Ideologiebegriffes ist die Idolenlehre von Francis Bacon. Schon hier ist die Idee einer Aufdeckung von falschen Vorstellungen entscheidend: Die Reinigung des Denkens von Idolen (Trugbildern) ist für ihn die Voraussetzung von Wissenschaft. Quellen dieser Trugbilder können Tradition, Sprache, Herkunft und Sozialisation sein.
Eine besondere Rolle spielte die Ideologiekritik in der Aufklärung. Zentrales Ziel der Aufklärung war die Befreiung des Bewusstseins der Menschen von Aberglauben, Irrtümern und Vorurteilen, die nach dieser Sichtweise den mittelalterlichen Machthabern zur Legitimation ihrer Herrschaft dienten. Die französischen Materialisten, u. a. Paul Heinrich Dietrich von Holbach und Claude Adrien Helvétius, kritisierten insbesondere die katholische Kirche und bezeichneten deren – ihrer Meinung nach im Interesse der Machterhaltung verbreiteten – Behauptungen als Priesterbetrug. Die Aufklärung verlangte die politische Durchsetzung von Vernunft, Wissenschaft, Demokratie und Menschenrechten.
Die Vorstellung des Aufrechterhaltens von für das Individuum oder die Gesellschaft zuträglichen Irrtümern über Selbst und Welt findet sich auch bei Arthur Schopenhauer, Max Stirner, Friedrich Nietzsche, Vilfredo Pareto (dieser als „Derivation“).

### Marxistische Philosophie

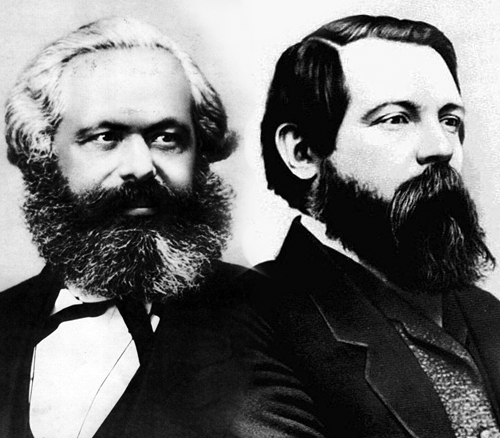
Marx und Engels prägten den Ideologiebegriff entscheidend.

Nach dem sozialistischen Utopisten Saint Simon griffen Mitte des 19. Jahrhunderts Marx und Engels den seit Napoleon stigmatisierten Begriff wieder auf. Ideologie wird hier nicht als bewusste Verführung, sondern als ein sich aus den gesellschaftlichen Verhältnissen ergebender objektiv notwendiger Schein konzipiert: Aus dem Klassencharakter der gesellschaftlichen Verhältnisse ergibt sich nach Marx die Tendenz, dass die Gedanken der herrschenden Klasse, die mit den bestehenden Produktionsverhältnissen im Einklang stehen, auch die herrschenden Gedanken in der Gesellschaft sind. In seinem Hauptwerk, Das Kapital, bestimmt Marx den Waren- und Geldfetisch als bestimmende Verkehrungsmomente in der kapitalistischen Produktion. Die Menschen nehmen ihre (arbeitsteiligen) Beziehungen zueinander als Beziehungen zwischen Waren wahr.
Im 20. Jahrhundert wurden von westlichen Marxisten ideologische Momente der Verdinglichung diskutiert, so zum Beispiel von Ernst Bloch (Geist der Utopie, 1918) oder Georg Lukács (Geschichte und Klassenbewußtsein, 1923), für dessen Verdinglichungsanalyse die Idee einer ideologischen Verblendung zentral war. Demnach sei Ideologie „notwendig falsches Bewusstsein“. Die Bilder von der Wirklichkeit, die das Subjekt sich schafft, sind von subjektiven Faktoren beeinflusst oder bestimmt. Daher sind sie nicht objektiv, sondern verfälschen die Wirklichkeit.
Antonio Gramsci entwickelt in den Gefängnisheften einen Ideologiebegriff, der Ideologie als „gelebte, habituelle gesellschaftliche Praxis“ versteht. Ideologie ist bei ihm nicht mehr zu reduzieren auf die Ebene des Bewusstseins, sondern umfasst auch Handlungen der Menschen.
Nach Louis Althusser vermitteln Ideologien dem Individuum Bewusstsein und üben über das Individuum Macht aus, z. B. in Verbindung mit sogenannten ideologischen Staatsapparaten. Zudem ermöglichen Ideologien es den Individuen, sich in der Gesellschaft als Subjekte wiederzuerkennen. Ideologie ist nach Althusser nicht nur Manipulation, sondern konstituiert Subjekte – sie verstünden sich trotz bzw. wegen ihrer Unterwerfungen als frei. Ein wichtiger Gedanke von Althusser ist, dass Ideologien unbewusst sind. Ein zentrales Werk für Althussers Ideologietheorie ist sein Essay Ideologie und ideologische Staatsapparate aus dem Jahre 1970.

### Frankfurter Schule
Max Horkheimer und Theodor W. Adorno, die Begründer der Frankfurter Schule, übernahmen und erweiterten das Konzept der Marx’schen Ideologiekritik (Kapitel Kulturindustrie in der Dialektik der Aufklärung, 1947). Anknüpfend an Georg Lukács’ Verdinglichungsthese sahen sie in Warenfetisch und kapitalistischem Tauschprinzip die Quellen des gesellschaftlich erzeugten Verblendungszusammenhangs. Ideologie ist für sie objektiv notwendiges und zugleich falsches Bewusstsein, in dem sich Wahres und Unwahres verschränke, da Ideologie auf die Idee der Gerechtigkeit als apologetische Notwendigkeit nicht verzichten könne. So verdecke das Grundmodell bürgerlicher Ideologie, der „gerechte Tausch“, dass im kapitalistischen Lohnarbeitsverhältnis nur scheinbar Vergleichbares getauscht werde.  In der Kulturindustrie nehme die Ideologie die Form des „Massenbetrugs“ an. Ein Veralten der Ideologie konstatierten die Frankfurter Ideologiekritiker für die Phase des postliberalen Spätkapitalismus und des Faschismus. Im Spätkapitalismus würden die faktischen Verhältnisse zu ihrer eigenen Ideologie, das heißt die Realität rechtfertigt sich durch ihr So-und-nicht-anders-Sein. Da der Faschismus in seinen Proklamationen auf jeden Wahrheitsanspruch verzichte, an dem Ideologie entlarvt werden könnte, triumphiere in seinem Herrschaftsbereich der blanke Zynismus des Machtstaates.
Ideologiekritik ist nach Adorno bestimmte Negation im Hegelschen Sinn, „Konfrontation von Geistigem mit seiner Verwirklichung und hat zur Voraussetzung die Unterscheidung des Wahren und Unwahren im Urteil wie den Anspruch auf Wahrheit im Kritisierten“.

### Kritischer Rationalismus
In seinem Werk Die offene Gesellschaft und ihre Feinde kritisiert Karl R. Popper den totalitären Charakter bestimmter Ideologien, insbesondere des Nationalsozialismus und des Stalinismus.
Totalitäre politische Ideologien mit umfassendem Wahrheitsanspruch weisen oftmals Elemente von Mythenbildung, Geschichtsklitterung, Wahrheitsverleugnung und Diskriminierung konkurrierender Vorstellungen auf. Infolge des Zusammenbruchs des Nationalsozialismus und des real existierenden Sozialismus ist die Skepsis gegenüber umfassenden und mit Heilsversprechungen durchsetzten Theoriengebäuden gewachsen, insbesondere wenn sie mit Handlungsaufforderungen oder mit der Unterdrückung abweichender Ideen verbunden sind.
Ideologiekritik im Sinne von Karl Popper umfasst dabei insbesondere die Analyse folgender Punkte:
- Dogmatisches Behaupten absoluter Wahrheiten
- Tendenz zur Immunisierung gegen Kritik
- Vorhandensein von Verschwörungstheorien
- utopische Harmonieideale
- die Behauptung von Werturteilen als Tatsachen.[16]

### Ideologientypologie nach Kurt Lenk
Der Politikwissenschaftler Kurt Lenk schlug in seinem Aufsatz Zum Strukturwandel politischer Ideologien im 19. und 20. Jahrhundert, den er in seinem Buch Rechts, wo die Mitte ist veröffentlichte, eine Klassifizierung der Ideologien vor. Er unterschied zwischen Rechtfertigungsideologien, Komplementärideologien, Verschleierungsideologien und Ausdrucksideologien.
Unter Rechtfertigungsideologien verstand Lenk modellbildende Ideologien, die sich auf die gesamten gesellschaftlichen Beziehungen erstrecken. Das zu Grunde liegende Modell ist meist eine auf Rationalität und Wissenschaftlichkeit pochende Deutung der Realität.
Ideologisch sei ein solches Modell, weil es bestrebt ist, seinerseits ein verbindliches Verständnis von Realität – nicht selten unter dem Anspruch der unangreifbaren Anwendung rationaler Argumente und Argumentationsstrukturen – als einzig „vernünftigerweise“ vertretbares zu etablieren.
Lenk beschrieb demgegenüber Komplementärideologien als „für jene Gesellschaften lebensnotwendig, in denen der Mehrheit der Menschen ein relativ hohes Maß an Triebverzicht abverlangt werden muss, damit die Reproduktion der Gesellschaften gewährleistet ist.“ Komplementärideologien würden die benachteiligten Gesellschaftsmitglieder vertrösten. Zum einen beinhalteten diese Ideologien eine die Realität verleugnende Verheißung auf einen objektiv unmöglichen besseren Zustand. Diese trostspendende Zukunftserwartung soll die eigenständige Interessendurchsetzung der benachteiligten Gesellschaftsmitglieder lähmen und sie zur Gefolgschaft mit ihren Bedrückern verpflichten. Komplementärideologien arbeiten auch mit dem Bezug zur „Ehrlichkeit“, wonach der Zustand der Welt Schicksal sei und menschliches Tun daran nichts ändern könne.
Verschleierungs- oder Ablenkungsideologien erzeugten nach Lenk Feindbilder, um einer Diskussion über die objektiven Gründe gesellschaftlicher Probleme aus dem Weg zu gehen. Eng angelehnt an diesen Aspekt verwendete er den Begriff Ausdrucksideologie. Darunter verstand er Ideologien, die bei den seelisch tieferen Schichten der Menschen ansetzten. Es werden Freund-Feind-Bilder inszeniert und Behauptungen aufgestellt, die die Massen im erzeugten Glauben fanatisieren und leiten sollen.

## Ideologie und Gesellschaft

### Ideologie der Gegenwart
Die Gegenwart wird häufig als „nach- oder postideologisches Zeitalter“ bezeichnet, in dem die Subjekte der Gesellschaft vorwiegend realistisch und pragmatisch – also frei von Ideologien – agieren würden. Der französische Philosoph Jean-François Lyotard begründet dies mit dem heutigen Wissen über die Unmöglichkeit der Letztbegründung. Die Vielfalt der gesellschaftlichen Kräfte, der Pluralismus postmoderner, liberal demokratischer Gesellschaften, die sich permanent gegenseitig kontrollierten, verhindere nach dieser populären Auffassung die Bildung von Ideologien. Verfechter dieser Idee verweisen gern auf das Scheitern der großen ideologisch begründeten Systeme in der jüngeren Geschichte (Nationalsozialismus, Kommunismus). Auf diese Weise wird der Begriff Ideologie allein auf die abwertende Konnotation beschränkt und die damit assoziierten negativen Bilder legen den Schluss einer ideologiefreien Gegenwart nahe, die solche Entwicklungen überwunden habe. Durch die Transparenz der Politik, die angeblich keinen Fehler unerkannt lässt und umgehend korrigiere, versprechen die Beteiligten „Wahrheit und Ehrlichkeit“: Begriffe, die in einer Ideologie keinen Platz haben.
Mit dieser modernen „Anti-Ideologie“ werden alle gegenwärtigen gesellschaftlichen Entwicklungen und Zustände, wie Technologischer Fortschritt, Demokratie, Kapitalismus, stetig zunehmendes Wirtschaftswachstum u. a. m., als „wahr und ehrlich“ legitimiert. Die Philosophen Slavoj Žižek und Herbert Schnädelbach weisen jedoch darauf hin, dass solch technokratisches Denken alles andere als nicht-ideologisch sei: Eine der idealen Grundbedingungen für eine Ideologie sei die Annahme, dass es keine Ideologie gäbe.

„Die vollkommene Anpassung des Bewusstseins und seine objektive Unfähigkeit, sich Alternativen zum Bestehenden auch nur vorzustellen, ist die Ideologie der Gegenwart.“

Žižek sieht darin gar eine weitaus gefährlichere Ideologie als in denjenigen der Diktaturen: Despoten legitimieren Enteignung, Vertreibung, Gewalt usw. im Bewusstsein ihrer Machtfülle mit offensichtlichen Unwahrheiten. Demgegenüber ist im modernen Pluralismus ein Konsens der gesamten Gesellschaft notwendig: Tatsächlich ideologische Begründungen würden im alltäglichen Diskurs als unumstößliche Wahrheiten akzeptiert und bestimmten somit ohne offensichtlichen Zwang vermittels der Politik den sozialen Prozess. Je mehr sich die Bürger mit dieser versteckten Ideologie identifizierten, desto weniger brauche der Staat einzugreifen. Vordenker der Kritik dieser „diskursiven, alles durchdringenden, sich sozial organisierenden Ideologie der Gegenwart“ sind vor allem Ernesto Laclau und Chantal Mouffe.

### Ideologie in der Wissenschaft
Die Abgrenzung von der Ideologie wurde im Zuge der Aufklärung zu einem Bestandteil der Wissenschaften, die sich im Gegensatz zu Ideologie und Glaube darum bemühen, wertfrei, neutral und intersubjektiv vorzugehen und die Gültigkeit ihrer Theorien und Hypothesen anhand empirischer Erfahrungstatsachen zu überprüfen (Wissenschaftstheorie, Empirisch-analytischer Ansatz).
Wissenschaftliche Denkmuster, Paradigmen bzw. Ideenschulen können aber auch einen ideologischen und abwehrenden Charakter entwickeln und damit wissenschaftlichen Fortschritt hemmen. Thomas Kuhn analysierte in seinem Buch Die Struktur wissenschaftlicher Revolutionen wissenschaftliche Paradigmen auch unter dem Aspekt konkurrierender Ideenschulen. Diese legen fest:
- was beobachtet und überprüft wird
- die Art der Fragestellungen in Bezug auf ein Thema
- die Interpretationsrichtung von Ergebnissen der wissenschaftlichen Untersuchung

Von einzelnen Wissenschaftstheoretikern (u. a. Bruno Latour) wird die Entgegensetzung von Ideologie und objektiver Wissenschaft als Machtmechanismus und Verschleierungstechnik betrachtet. Diese Position wird von Kritikern allerdings wiederum als zur totalen Irrationalität führend heftig kritisiert (Sokal-Affäre).
Auch wenn Naturwissenschaften ideologiefrei sein könnten, gilt dies nicht unbedingt für Gesellschaftswissenschaften. So finden sich beispielsweise in der Völkerkunde und den Sozialwissenschaften um die Wende vom 19. zum 20. Jahrhundert etliche Beispiele für ideologisch geprägte Vorstellungen. Sehr deutlich wird dies bei den sozialdarwinistischen Schulen, die rassistische Ideen mit ihren Aufzeichnungen über angeblich „unterentwickelte Naturvölker“ nährten.
Einen Sonderfall stellt nach Hans Albert das Fach Ökonomie dar. Da die Volkswirtschaftslehre sich u. a. mit der Frage beschäftigt, wie die gesellschaftliche Arbeit möglichst optimal organisiert, gesteuert oder beeinflusst werden kann, muss der einzelne Wissenschaftler auch einen Standpunkt zur Frage haben, was gut für die Gesellschaft ist. Das ist, bedingt durch unterschiedliche Partialinteressen, zwangsläufig immer eine ideologische Position.

### Ideologie und Politik
Politik ist immer mit Ideologie verbunden, eine unideologische, rein technokratische Politik ist realitätsfremd. Politische Programme basieren auf bestimmten Wertesystemen. Die grundlegenden politischen Ideologien sind Liberalismus (Betonung der Freiheit auf Grundlage der Marktwirtschaft), Sozialismus (Betonung der Gleichheit) und Konservatismus (Betonung von gesellschaftlichen Traditionen).
Der Vorwurf einer durch Ideologie bestimmten Argumentation findet sich häufig im politischen Diskurs. Damit wird unterstellt, dass ein Standpunkt deswegen nicht stichhaltig sei, weil er auf einer politischen Ideologie basiere. Der eigene Standpunkt wird demgegenüber implizit oder explizit so dargestellt, dass er auf einer nüchternen Analyse der Wahrheit, dem gesunden Menschenverstand oder auf einer nicht in Frage zu stellenden Ethik beruhen würde. Dies könnte indes die jeweilige Gegenseite in vielen Fällen mit dem gleichen Recht für sich in Anspruch nehmen. Während die politische Linke Ideologien als etwas versteht, das sich in allen Gesellschaftsschichten zur Vertretung der jeweiligen Interessen bilden kann, überwiegt bei der sich als Mitte verstehenden Rechten „die Ideologie von der eigenen Ideologielosigkeit“. Wo diese herrscht und nur die Ideologie der anderen als eine solche bezeichnet wird, muss jede Auseinandersetzung „ohne Ergebnis bleiben, steril, polemisch oder gar verletzend“ werden.
Unausgesprochene Ideologeme (einzelne Elemente einer Ideologie) beherrschen oft die politische Debatte, ohne dass dies in der Diskussion immer bewusst wird.

### Ideologie und Religion
Als analytische Kategorie findet neben dem Begriff der politischen Ideologie ebenso der Begriff der religiösen Ideologie Anwendung in der Wissenschaft. Eine religiöse Ideologie ist eine Ideologie mit transzendentem Bezug, die das Konzept einer Gesamtexistenz von Person und Gesellschaft umfasst und Integrations- sowie Bindungskräfte in bestimmten gesellschaftlichen Gruppen entwickeln kann. Die Entstehung einer religiösen Ideologie kann insbesondere darin begründet sein, dass in Verbindung mit einer oppositionellen politischen Haltung „Konfession“ eine bedeutsame Rolle zu spielen beginnt. Als populäre Beispiele für religiöse Ideologien werden in der Literatur Bezüge zu den Weltreligionen hergestellt und insbesondere der Protestantismus und der Katholizismus als religiöse Ideologien bezeichnet; unabhängig davon, ob die ursprünglichen Motive politisch gewesen seien. Gemeint ist mit einer derartigen Kennzeichnung jeweils nicht eine Religion als Gesamtphänomen, sondern eine bestimmte religiöse und politische Lehre, die eine religiöse Bewegung zur Folge haben kann. In allgemeiner Hinsicht wird der Begriff religiöse Ideologie auch in Zusammenhang mit der Orthodoxie und dem Fundamentalismus gebracht.
Der Politikwissenschaftler Mathias Hildebrandt, der den Begriff politische Ideologie als Fundamentalismus zu fassen versuchte, stellte den traditionalistischen Aspekt von spezifischen religiösen Strömungen innerhalb von Religionen als ein gemeinsames Merkmal heraus. Er schrieb: „Es wird der Anspruch erhoben, zu den ursprünglichen Quellen der eigenen Tradition zurückzukehren und sie von den Verfälschungen ihrer historischen Entwicklung zu befreien, die zumeist als ein Degenerationsprozess begriffen wird.“ Einher ginge diese Auffassung mit einer „Essenzialisierung der eigenen Tradition, die den Anspruch erhebt, das wahre Wesen der eigenen Religion freigelegt zu haben“. Das Paradoxe bei den religiösen Ideologien sei allerdings, dass im Gegensatz zum Anspruch, zur wahren Lehre zurückzukehren, „in den meisten Fällen eine moderne religiöse Ideologie“ entstehe.
Neben dem Begriff der religiösen Ideologie hat sich in der Religionspolitologie der Begriff politische Religion durchgesetzt. Der Akzent liegt bei diesem Begriff weder stark auf dem Politischen noch auf dem Religiösen von bestimmten Ideologien. Einerseits wird mit diesem Begriff die enge Verbindung zwischen religiösen und politischen Denkweisen hervorgehoben, andererseits die Verbindung zwischen Ideologien, die sowohl politische als auch religiöse Elemente und politisch-religiöse Bewegungen erfassen.

## Die Funktion der Ideologie
Ideologie ist – nach Karl Mannheim – „Funktionalisierung der noologischen Ebene“ und somit Instrumentalisierung der menschlichen Erkenntnisfähigkeit oder konkreter noch – nach Roland Barthes – „Verwandlung von Geschichte in Natur.“
Ideologie sichert die eingeforderte Legitimation für die bestehende Ordnung und befriedigt das gemeinschaftliche Bedürfnis nach Sicherheit und Sinnhaftigkeit, das durch Religion nicht mehr gewährleistet werden könne: „Das Behagliche möchte allzu gern das zufällige Sosein des Alltags, wozu heutzutage romantisierte Gehalte (‚Mythen’) gehören, zum Absoluten hypostatieren und stabilisieren, damit es ihm ja nicht entgleitet. So vollzieht sich die unheimliche Wendung der Neuzeit, dass jene Kategorie des Absoluten, die einst das Göttliche einzufangen berufen war, zum Verdeckungsinstrument des Alltags wird, der durchaus bei sich bleiben möchte.“
Andererseits läuft die Ideologie Gefahr, als geschlossenes Sinnsystem einer komplexen Wirklichkeit letztlich nicht gerecht werden zu können und schlussendlich als Welterklärungsmodell zu scheitern. Da „Ideologie immer selbstreferentiell ist, das heißt sich immer durch die Distanznahme zu einem Anderen definiert, den sie als ‚ideologisch’ ablehnt und denunziert“ löst sie „den Widerspruch des entfremdeten Wirklichen durch eine Amputation, nicht durch eine Synthese“.
Karl Mannheims These von der Funktionalisierung der Erkenntnis durch die Ideologie ergänzt Roland Barthes durch die Funktionalisierung des Mythos, den die Ideologie instrumentalisiert: „Die Semiologie hat uns gelehrt, dass der Mythos beauftragt ist, historische Intention als Natur zu gründen. Dieses Vorgehen ist genau das der bürgerlichen Ideologie. Wenn unsere Gesellschaft objektiv der privilegierte Bereich für mythische Bedeutung ist, so deshalb, weil der Mythos formal das am besten geeignete Instrument der ideologischen Umkehrung ist, durch die sie definiert wird. Auf allen Ebenen der menschlichen Kommunikation bewirkt der Mythos die Verkehrung der Antinatur in Pseudonatur.“
Die Geschichte des Ideologiebegriffs ist eng verknüpft mit der Geschichte der bürgerlichen Gesellschaft. Ideologie nach heutigem Verständnis wird erst möglich nach dem „Verschwinden des göttlichen Bezugspunktes“ das sich bereits ankündigt mit dem beginnenden Empirismus in Bacons „Idolae“, die als „Götzenbilder“ und „Täuschungsquellen“ den „Weg zur wahren Einsicht versperren“ Immanuel Kant – der seiner „Kritik der reinen Vernunft“ ein Bacon-Zitat über die Idolae voranstellt – stellt dann das traditionelle Seinsverständnis mit der in den vier Antinomien und auch in der transzendentalen Dialektik ständig wiederkehrenden Mahnung, das Epistemische nicht als Ontologisches misszudeuten, endgültig infrage und schafft somit „nachdem die objektiv ontologische Einheit des Weltbildes zerfallen war“ die Basis für Hegels dialektisches Weltbild, das „nur auf das Subjekt bezogen konzipierbar“ und nur als „eine im historischen Werden sich transformierende Einheitlichkeit“(ibid.) Gültigkeit beanspruchen konnte. Erst jetzt, nach Beendigung der französischen Revolution, ergibt es einen Sinn, von bürgerlicher Ideologie oder generell von einem Ideologiebegriff zu sprechen, der dann auch sogleich von Napoleon pejorativ auf den eigentlich wertfrei als „Lehre von den Ideen“ von den Spätaufklärern in der Nachfolge Condillacs und der empirischen Tradition aufgebrachten Terminus angewandt wurde. Den wesentlichen Beitrag zum heutigen Ideologieverständnis dürfte schließlich Karl Marx geleistet haben, der im „Elend der Philosophie“ ausführt: „[…] dieselben Menschen, welche die sozialen Verhältnisse gemäß ihrer materiellen Produktionsweise gestalten, gestalten auch die Prinzipien, die Ideen, die Kategorien gemäß ihren gesellschaftlichen Verhältnissen“.
Auch wenn Mannheim zunächst versucht, zwischen wertfreien und wertenden Ideologien zu unterscheiden, kommt er doch zu dem Fazit, dass der wertfreie Ideologiebegriff „letzten Endes in eine ontologisch-metaphysische Wertung“ „hinübergleitet“. In diesem Zusammenhang spricht Mannheim dann auch vom „falschen Bewußtsein“, das die Ideologie zwangsläufig schafft: „Es sind also in erster Linie überholte und überlebte Normen und Denkformen, aber auch Weltauslegungsarten, die in diese ‚ideologische’ Funktion geraten können und vollzogenes Handeln, vorliegendes inneres und äußeres Sein nicht klären, sondern vielmehr verdecken.“
Die derart resultierende verkürzte Sicht auf die Realität beklagt Roland Barthes denn auch als „Verarmung des Bewußtseins“ die durch die Ideologie als bürgerliche geleistet wird: „Es ist die bürgerliche Ideologie selbst, die Bewegung, durch die die Bourgeoisie die Realität der Welt in ein Bild der Welt, die Geschichte in Natur verwandelt.“